# Megalodon – Die Bestie aus der Tiefe
Megalodon – Die Bestie aus der Tiefe (Originaltitel Megalodon) ist ein US-amerikanischer Tierhorrorfernsehfilm aus dem Jahr 2018 von James Thomas, der auch am Drehbuch beteiligt war. In der Hauptrolle ist Michael Madsen zu sehen. Der Film wurde von The Asylum produziert. 2021 erschien die Fortsetzung Megalodon Rising – Dieses Mal kommt er nicht allein.

## Handlung
Ein paar hundert Meilen westlich von Hawaii versucht ein russisches U-Boot ein Kommunikationskabel der USA anzuzapfen, das den Pazifik überspannt. Kapitän Ivanov befiehlt, die Bohrungen zu beschleunigen, da er befürchtet, ihr Aufenthalt könnte von den USA bemerkt werden. Aufgrund der bei der Bohrung entstehenden Vibration und der hohen Geräuschkulisse wird ein gigantischer Megalodon aus der Tiefe geweckt. Dieser attackiert sogleich das U-Boot. Ivanov flieht lediglich mit drei Besatzungsmitgliedern in den vorderen Teil des U-Boots und lässt die restliche Mannschaft rücksichtslos als Köder zurück.
Der Zerstörer der United States Navy Shaw entdeckt das Wrack des U-Boots. Kommandant Lynch ist entschlossen, das Wrack mit dem von ihr entworfenen Tauchboot zu erkunden. Gemeinsam mit zwei Kameraden begibt sie sich auf den Weg Richtung Wrack. Sie rettet die drei überlebenden Russen. Ivanov behauptet, sie wären lediglich während einer Walforschungsexpedition angegriffen worden. Das Tauchboot wird kurz darauf vom Megalodon verschluckt. Kapitän Streeper lässt daraufhin das Verbindungskabel kappen, da ansonsten das Schiff ebenfalls in die Tiefe gezogen worden wäre. Admiral King entscheidet, dass man die Soldaten ihrem Schicksal überlassen sollte, da er nicht riskieren will, dass auch der Zerstörer attackiert wird und es dadurch zu noch mehr Verlusten kommt. Kapitän Streeper spricht sich ganz klar für eine Rettungsmission aus. Daher will der Admiral aufgrund der gegebenen Anlässe die Befehlsgewalt über das Schiff übernehmen, allerdings steht die Crew loyal hinter ihrem Kapitän, sodass King in seine Kajüte weggesperrt wird.
Cheng hat währenddessen einen Anker mit Starkstrom aus der Kombüse und Vorräten zu einem Köder ummodifizert. Über Morsezeichen wird Kontakt mit dem Tauchboot aufgenommen und Lynch über das Vorhaben informiert. Als der Köder ins Wasser herabgelassen wird, nimmt der Megalodon ihn wahr. Als er seinen Mund öffnet, kann das Tauchboot aus seinem Rachen flüchten. Mit einem Rettungsboot werden die Besatzung und die russischen Gefangenen evakuiert. Als alle im Rettungsboot sind oder sich gerade auf den Zerstörer retten, aktiviert Cheng den Starkstrom um den Hai zu töten. Trotz des Stromschlags rammt dieser das Schiff, weswegen ein Soldat aus Lynch's Tauchboot-Crew im unter Starkstrom gesetzten Meer ums Leben kommt. Allerdings scheint auch der Hai besiegt.
Auf dem Zerstörer werden nun die Russen getrennt voneinander von Streeper befragt. Ivanov bleibt dabei, dass sie Walforscher sind und vom Hai überraschend angegriffen wurden. Popov gibt allerdings zu, dass sie zur Informationsbeschaffung eingesetzt wurden. Während Ivanov zurückgebracht wird, kann er seine Wache überwältigen und den dritten Russen an Bord ebenfalls befreien und bewaffnen. Währenddessen erscheint der Hai wieder auf dem Sonar und verschlingt eine kleine Yacht mitsamt Besetzung. Cheng bekommt daher die Erlaubnis, das Tauchboot mit Sprengstoff zu befüllen, um dadurch den Hai zu töten, falls er das Boot wieder verschluckt.
Tatsächlich gelingt es Cheng, den Sprengkörper samt Zündmechanismus fertigzustellen. Als sie sich mit Lynch über den weiteren Vorgang besprechen will, laufen sie in die Arme von Ivanov, der die beiden bedroht, woraufhin Cheng den Zünder über Bord werfen muss. Die Russen wollen mit dem Tauchboot fliehen. Als Jameson mit seinen Soldaten auftaucht, kommt es zum Schusswechsel und die Russen müssen unter Deck flüchten. Jameson, der taktische Berater, nimmt im Alleingang die Verfolgung auf und kann einen der Russen erschießen. Er trifft auf Popov, die immer noch im Verhörraum sitzt, wird von ihr abgelenkt und von Ivanov mit einem gezielten Genickschuss erschossen.
Cheng hat derweil eine zweite Fernbedienung für den Sprengsatz gebastelt, die allerdings nur eine Reichweite von maximal 20 Metern hat. Daher will Kapitän Streeper den Heldentod sterben und mit seinem Schiff gemeinsam untergehen. Er übergibt Lynch das Kommando und befiehlt, dass die Crew das Schiff aufgeben und sich in die Rettungsboote begeben soll. Admiral King ist in der Zwischenzeit aus seiner Kajüte freigekommen, verweigert aber die Anordnung, sich auf eines der Rettungsboote zu begeben und macht sich auf die Suche nach den Russen.
Die Crew der Shaw befindet sich in den Rettungsbooten und auf hoher See, als Lynch für sich entscheidet, ihren Kapitän nicht alleine zu lassen und daher zurück an Bord des Zerstörers schwimmt. An Bord angekommen wird sie von Popov angegriffen, die sie in einem Zweikampf besiegen und auf Deck fesseln kann. Unter Deck kommt es zu einer Schießerei zwischen den zwei Kapitänen. Nun trifft auch der Admiral ein, der Ivanov töten kann, dabei aber lebensbedrohlich verletzt wird. Da er sich sicher ist, die Schusswunde nicht überleben zu können, beschließt er die Sprengung durchzuführen und verabschiedet sich von Streeper und Lynch. Um den Hai anzulocken, werden die Maschinen angeworfen. Als der Hai das Schiff durchbricht, drückt Admiral King seine Zigarre am Kopf des Hais aus, drückt den Knopf und jagt den Hai sowie das ganze Schiff in die Luft. Von den Rettungsbooten aus beobachten Streeper, Lynch und der Rest der Crew das Spektakel und salutieren ihrem Admiral.

## Hintergrund
Gedreht wurde der Film im kalifornischen San Pedro. Die Außenszenen wurden auf der SS Lane Victory, einem Frachtschiff aus dem Zweiten Weltkrieg, gedreht. In der elften Filmminute sieht man an einem Fenster die Reflexionen des Hafens, in dem sich das Schiff zur Ausstellung befindet, obwohl sich das Schiff in der Handlung auf dem offenen Meer befindet. Megalodon feierte am 13. August 2018 seine Fernsehpremiere. Es handelt sich um einen Mockbuster des Films Meg mit Jason Statham in der Hauptrolle, der drei Tage zuvor in den USA seine Premiere in den Kinos feierte. Auch dort spielt der prähistorische Hai Megalodon die zentrale Rolle und während der Handlung erscheinen insgesamt zwei Exemplare. Letzterer weicht größentechnisch ebenfalls von wissenschaftlichen Vermutungen ab, genauso wie der Hai in Megalodon – Die Bestie aus der Tiefe. Beide werden zu groß dargestellt und können problemlos U-Boote verschlucken.
Die optische Erscheinung des Admirals King, gespielt von Michael Madsen, ist unglaubwürdig. Sie weicht aufgrund der langen Haare vom United States Navy Regulations ab und wäre daher unzulässig. Außerdem trägt er die Mütze eines United States Coast Guards und seine Admiralsterne sind vertikal am Kragen, nicht horizontal aufgesetzt. Der Rang als Navy Lieutenant wird bei Commander Lynch ebenfalls aufgrund einer falschen Uniform unkenntlich. Des Weiteren gibt es einige Schnittfehler, die sie mal nass, kurz darauf wieder trocken und dann wieder nass zeigen.
Der Film wurde am 27. August 2021 mit Megalodon Rising – Dieses Mal kommt er nicht allein fortgesetzt. Die Handlung aus dem ersten Teil wird nicht weiter fortgeführt. Als menschliche Widersacher fungieren anstelle der Russen Chinesen.

## Rezeption
„Billiger Horrorfilm, der in den Effekten vergleichsweise passabel ausgefallen ist, ansonsten aber jeden formalen Standard unterbietet. Zudem torpedieren die läppischen Ansätze von politischen Aussagen die Attraktion der Haiangriffe, sodass selbst Trashfans nur mäßig auf ihre Kosten kommen.“

„Ihr meint das doch irgendwie ernst, oder?“

Cinema bezeichnet Schauspieler Michael Madsen als Tarantino-Star und verspottet ihn außerdem als „den langhaarigsten Admiral der Filmgeschichte“. Darüber hinaus wird der Film als „billig gemacht, löchrig erzählt und schlecht getrickst“ verrissen. Bemängelt wird außerdem, dass es an „Kurzweil und Ironie“ fehle, die sonstigen Trash-Filmen gut zu Gesicht stehen. Das Blatt nimmt dem Film außerdem übel, dass er so tue, „als wäre er echt spannend.“
Auf Rotten Tomatoes hat der Film beim Publikum einen Anteil positiver Bewertungen von 25 %.